# チネリ
チネリ（伊: Cinelli ）はイタリアの自転車メーカーである。
1937年から1944年までプロ自転車選手であったチーノ・チネリ 、（1916年2月9日-2001年4月20日）により、1948年に設立された。

## 歴史
- 1948年 - チーノ・チネリによってイタリア・ミラノにて創業
- 1963年 - アルミフレームの製造を開始
- 1974年 - エアロフレームの製作を初めて行う
- 1985年 - コロンバスを中心とするアンドレア・コロンボが率いるグルッポに買収される

## ブランドヒストリー
チネリは、イタリアのサイクリスト協会の元会長兼元プロロードレーサーだったチーノ・チネリ（Cino Cinelli）によって設立された。チーノは10人兄弟のうち7番目で、フィレンツェ近郊の小さな地主の息子だった。レースでの機械的な不具合を機に自転車技術に興味を持つが、自身のアイデアはメーカーが興味を持たなかったため、自ら会社を設立した。弟のジョットはフィレンツェで鉄製のステムとバーを製造していたため、チーノはイタリアの自転車産業の中心地であるミラノにチネリの事業を移した。チネリはステム、バー、フレームの製造を開始したが、当初は他の会社の卸売りに頼っていた。しかし、チーノが引退する頃には、チネリオリジナルの商品は売上の半分を占め、ステムとバーはその80％に達するまでに成長した。
1963年には、合金製のステムやバーの生産を本格的に開始した。チネリは強度上の不安から合金製パーツの製造に他のメーカーよりも遅れを取ったが、合金製のステムとバーの年間生産量は、1950年代には5,000本であったのが1960年代初期には7,500本に増加し、さらに1978年には150,000本に達した。一方で、フレームは1年間に700本ほどしか製造しなかった。1974年、オレ・リッターは、チネリ製のエアロロードバイクによって、彼自身のアワーレコードの記録を更新した。
現在の主要製品は、1947年から製造されている「スペシャルコルサ」（伊: Speciale Corsa）である。サプライヤーが「スペシャルコルサ」（Speciale Corsa）ではなく「スーパーコルサ」（伊: Supere Corsa）と書かれたステッカーを誤って送ったことから、「スーパーコルサ」とも呼ばれるようになった。

## ヘッドバッジ
チネリのヘッドバッジは元々七宝（真鍮にガラスを焼き付けたもの）で、高さは55mmだった。その後1953年頃、エナメルで高さ56mmの手描きになり、 1958年頃高さは51mmに縮小され、1978年にはデカールになった。デザインは、当時チネリ家の家宝だった騎士のヘルメットと、赤いユリ（フィレンツェのシンボル）と緑の蛇（ミラノのシンボル）が描かれている。

## 主な製品の特徴

### スペシャルコルサ（スーパーコルサ）
非常に美しいロードレーサーで、その後のイタリアのロードレーサーの形を決める程大きな影響を残した。

### ロストワックスラグの採用
1978年頃ロストが精度の高い鋳物ラグを発売したのを受け、業界に先駆けて1980年頃に導入した。

### レーザー
1985年にグルッポに買収された際、当時グルッポを率いていたアンドレア・コロンボが新生チネリの象徴的存在とすべく企画し、アンドレア・ペゼンティが製作した。接合されたパイプにフィンを取り付け、さらにろう接でロウを盛って仕上げるという複雑な工程により有機的な形状を実現し、高い評価を得た。ニューヨーク近代美術館に収蔵されている。

### CINELLI × MASH
サンフランシスコのピストバイクチーム・MASH SF(日:マッシュ)とのコラボバイク（BOLTやPARALLAXなど）を2009年に発売、以来伝説的ダブルネームとなり販売終了となった今も圧倒的人気を誇っている。

### 自転車パーツ
ハンドル、ステム、ラグ等を製作している。1A型ステムは究極の美しさを持つスレッドステムの1つとして知られる。シートラグとハンガーの鋼材は世界最高の品質だったスイスのジョージ・フィッシャー製可鍛鋳鉄を使用しており、世界のロードバイクの手本となった<。
ラム（RAM）シリーズはカーボンハンドルで知られており、現在はハンドルのみが発売されているが、過去にはシートポストやボトルケージなどもラインナップされていた。
過去にはTEAM SAECOがレースで使用したこともあり、ハンドルに美しい絵が描かれたモデルもあり「走る絵画」とも称されたことがある、2020年現在は、マイクジャイアント(伊：Mike Giant)のグラフィックモデルが発売されている。
コルクを使ったバーテープは1987年にチネリが開発した。